# Astrolite
Astrolite is een krachtig explosief, ontworpen in de jaren 60 door Gerald Hust voor de Atlas Powder Company. Door vele amateurs wordt het ten onrechte betiteld als de krachtigste conventionele springstof ooit. Deze misvatting kon ontstaan doordat men de grote detonatiesnelheid van 8600 m/s ook aanzag als de effectieve brisantiekracht.
Het is een vloeibaar explosief met twee varianten:
- Astrolite G
- Astrolite A

## Astrolite G
Astrolite G is een mengsel van de oxiderende stof ammoniumnitraat en de giftige stof hydrazine in de gewichtsverhouding twee op een.

## Astrolite A
Astrolite A is een versie met toegevoegd aluminiumpoeder, dat tot een snelle en hevige verbranding aanzet. Ondanks de lagere detonatiesnelheid van 7600 m/s is de brisante werking sterk verhoogd.